# Maxera nova
Maxera nova är en fjärilsart som beskrevs av Pierre E.L. Viette 1956. Maxera nova ingår i släktet Maxera och familjen nattflyn. Inga underarter finns listade i Catalogue of Life.